# Sigurður Jónsson (1924–2003)
Sigurður Th. Jónsson (ur. 23 lipca 1924 w Ystafell, zm. 13 marca 2003 tamże) – islandzki pływak, olimpijczyk.
Uczestnik Letnich Igrzysk Olimpijskich 1948 w Londynie. Wystartował wyłącznie na dystansie 200 m stylem klasycznym. W wyścigu eliminacyjnym zajął 4. miejsce (2:50,6) i awansował do fazy półfinałowej. W pierwszym wyścigu półfinałowym uzyskał 7. wynik (2:52,4) i nie uzyskał kwalifikacji do finału – miał 14. wynik pośród 16 półfinalistów.
Na tym samym dystansie zajął 15. miejsce podczas mistrzostw Europy w 1947 roku.